# بنیاد موقوفات دکتر محمود افشار
بنیاد موقوفات دکتر محمود افشار بنیادی‌ست فرهنگی که دارایی‌های آن را محمود افشار یزدی، طی تمهیداتی برای استفاده عام وقف کرده‌است و شامل تشکیلاتی می‌باشد.

## تاریخچه
محمود افشار یزدی در طول سال‌های ۱۳۳۷ تا سال ۱۳۴۱ خورشیدی تمامی املاک و مستغلات خود را طی پنج وقفنامه به صورت وقف عام و بر اساس قواعد فقهی و ضوابط قانونی وقف نمود. وی برای اجرای نیات و تحقق اهداف خویش که در متون وقفنامه ها و هم چنین در کتابی تحت عنوان (پنج وقفنامه) تشریح و احصا شده مبادرت به تأسیس بنیاد موقوفات دکتر محمود افشار نمود.
این بنیاد تا سال ۱۳۶۲ تحت تولیت و مدیریت واقف اداره می‌شد ولی پس از درگذشت افشار طبق مفاد وقف نامه و تأیید سازمان اوقاف و امور خیریه کشور از سوی شورای تولیت یازده نفری اداره می‌شود. این شورا شامل پنج متولی مقامی (مرکب از ریاست مجلس شورای اسلامی، ریاست دیوان عالی کشور و وزرا، بهداشت و درمان و آموزش پزشکی، آموزش و پرورش و ریاست دانشگاه تهران) و چهار نفر از فرهیختگان به عنوان متولیان منصوص و دو نفر دیگر از اقوام و بستگان محمود افشار به عنوان متولیان منسوب هستند اداره می‌شود بعلاوه امور اجرایی بنیاد بر عهدهٔ هیئت مدیره پنج نفری است با عنوان‌های رئیس، نایب رئیس، مدیرعامل، حسابدار و خزانه دار، دبیر از سوی شورای تولیت و به مدت سه سال قابل تمدید یا تجدید انتخاب می‌شوند.

## مهم‌ترین اهداف تأسیس بنیاد
۱ - فعالیت‌های فرهنگی به منظور تعمیم و گسترش زبان فارسی و تحکیم وحدت ملی از طریق:
- انتشار کتب و رسالات در زمینه‌های زبان فارسی، تاریخ صحیح ایران، جغرافیای تاریخی ایران تاکنون به تعداد ۲۹۸ جلد.
- اهدا کتب و رسالات مذکور به کتابخانه‌های معتبر جهان و دانشمندان و ایران شناسان.
- اعطا جایزه سالیانه به پژوهشگران زبان فارسی و محققان و استادان ایرانی و خارجی که به تدریس در مراکز و مؤسسات ایران‌شناسی و دانشگاه‌های معتبر داخل و خارج کشور می‌پردازند.
- همکاری با دانشگاه تهران و مؤسسه لغت‌نامه دهخدا خصوصاً از حیث احداث و راه اندازی ساختمان مرکز آموزش بین‌المللی زبان فارسی.
- همکاری با دانشگاه امیرکبیر برای ساخت و ساز مورد نیاز در زمین مورد مالکیت موقوفه واقع در خیابان آفریقا، جهت احداث مجموعه ورزشی آن دانشگاه.
- همکاری با وزارت آموزش و پرورش در جهت ساخت دبستان و مدرسه راهنمایی و دبیرستان در زمین موقوفه واقع در خیابان آفریقا تقاطع میرداماد و هم چنین در زمین واقع در شهرری.
- مساعدت با آن وزارتخانه برای احداث بیش از۹۶۰ واحد مسکونی برای اعضای شرکت تعاونی مسکن فرهنگیان شهرری که اعضای آن از معلمان و دبیران شاغل آن شهرستان می‌باشند.

۲ - فعالیت‌های بهداشتی:
- بهبودستان مورد نظر واقف و پیش‌بینی شده در وقفنامه که در جریان اخذ موافقت اصولی از مراجع ذی‌ربط و تأمین هزینه آن می‌باشد.
- ایجاد فضای سبز در بیش از یکصد هزار متر مربع از زمین موقوفه واقع در شهرری و محوطه شهرک فاطمیه با همکاری شهرداری منطقه ۲۱.
- همکاری شهرداری منطقه ۲۱ برای ایجاد پارک کودک در محوطه باغ سی و شش هزار متر مربعی موقوفه واقع در شهرری.

۳ سایر فعالیت‌ها:
- سایر فعالیت‌های خیرخواهانه و مورد نظر واقف و مندرج و منعکس در وقفنامه در حال اجرا است.

## شورای تولیت
متولیان مقامی

رئیس مجلس، رئیس دیوان عالی کشور، وزیر فرهنگ (وزیر آموزش و پرورش)، وزیر بهداری (وزیر بهداشت و درمان و آموزش پزشکی)، رئیس دانشگاه تهران
(یا معاون اول هریک از این پنج مقام) (طبق مادهٔ ۲ وقفنامه)

متولیان منصوص و منسوب

دکتر سید مصطفی محقق داماد (رئیس شورا)، دکتر محمدرضا شفیعی کدکنی (جانشین: دکتر محمد اسلامی، نایب رئیس شورا)، دکتر ژاله آموزگار، دکتر احمد میر (بازرس)، ساسان دکترافشار، آرش افشار (بازرس)

## هیئت مدیره
دکتر سید مصطفی محقق داماد (رئیس هیئت مدیره)، دکتر محمد اسلامی (نایب رئیس هیئت مدیره)، دکتر محمد افشین‌وفایی (مدیرعامل)، حمیدرضا رضایزدی (خزانه‌دار)، یوسف یعقوبی (دبیر)

## درگذشتگان
دکتر مهدی آذر، حبیب‌الله آموزگار، دکتر جمشید آموزگار، ایرج افشار سرپرست عالی و بازرس (منصوب واقف، از ۱۳۶۳–۱۳۸۹)، مهربانو دکترافشار، مهندس نادر افشار، بهروز افشاریزدی، دکتر سید جعفر شهیدی رئیس هیئت مدیره (از ۱۳۶۳ تا ۱۳۸۳)، دکتر جواد شیخ‌الاسلامی، اللهیار صالح، دکتر منوچهر مرتضوی، دکتر اصغر مهدوی، دکتر یحیی مهدوی، دکتر علی‌محمد میر، دکتر محمدعلی هدایتی

## انتشارات
انتشارات بنیاد موقوفات دکتر محمود افشار، تاکنون کتاب‌های زیادی را منتشر کرده‌است. کتاب‌های این انتشارات به انتخاب و داوری اعضای هیئت گزینش کتاب و جایزه چاپ می‌شوند. این اعضا عبارتند از:

دکتر سید مصطفی محقق داماد، دکتر محمدرضا شفیعی کدکنی، دکتر ژاله آموزگار، دکتر جلال خالقی مطلق، دکتر محمود امیدسالار، دکتر حسن انوری، دکتر فتح‌الله مجتبایی، کاوه بیات، دکتر محمد افشین‌وفایی

اعضای درگذشتهٔ هیئت گزینش کتاب و جایزه عبارت بودند از:

ایرج افشار، دکتر یحیی مهدوی، دکتر اصغر مهدوی، دکتر سید جعفر شهیدی

مدیریت انتشارات از سال ۱۳۹۴ تاکنون بر عهدهٔ دکتر محمد افشین‌وفایی است. بنیاد موقوفات دکتر محمود افشار
سلسله کتابهای انتشارات بنیاد در قالب پنج گنجینهٔ زبان و ادبیات فارسی دری، اسناد و تاریخ ایران، جغرافیای تاریخی ایران، کلیات و مقالات و آثار واقف منتشر می‌شود.

## جایزه
بنیاد موقوفات دکتر افشار از سال ۱۳۶۸ شروع به اهدا جایزه و قدردانی از چهره‌های برجسته فرهنگی کرد:
1. ۱۳۶۸ - نذیر احمد: دانشمند هندی، استاد دانشگاه علیگره
2. ۱۳۶۹ - غلام‌حسین یوسفی: دانشمند ایرانی، استاد دانشگاه فردوسی مشهد
3. ۱۳۶۹ - امین عبدالمجید بدوی: دانشمند مصری، متخصص ادبیات فارسی، استاد دانشگاه عین شمس قاهره
4. ۱۳۷۰ - سید محمد دبیرسیاقی: دانشمند ایرانی، مؤسسه لغت‌نامه دهخدا
5. ۱۳۷۰ - ظهورالدین احمد: دانشمند پاکستانی، استاد دانشگاه پنجاب لاهور
6. ۱۳۷۵ - جان هون نین: دانشمند چینی، استاد و رئیس بخش فارسی دانشگاه پکن
7. ۱۳۷۷ - کمال‌الدین عینی: دانشمند تاجیکستانی، استاد و متخصص ادبیات فارسی
8. ۱۳۷۹ - منوچهر ستوده: دانشمند ایرانی، استاد دانشگاه تهران
9. ۱۳۸۰ - کلیفورد ادموند باسورث: دانشمند انگلیسی، استاد دانشگاه منچستر
10. ۱۳۸۲ - عبدالحسین زرین‌کوب دانشمند ایرانی، استاد دانشگاه تهران
11. ۱۳۸۲ - فریدون مشیری: سخن‌سرای نامور ایرانی
12. ۱۳۸۲ - تسونه‌ئو کورویانگی: دانشمند ژاپنی، استاد ممتاز دانشگاه مطالعات خارجی توکیو
13. ۱۳۸۳ - ریچارد نلسون فرای: دانشمند آمریکایی، استاد زبان فارسی دانشگاه هاروارد
14. ۱۳۸۵ - هانس دوبروین: دانشمند هلندی، استاد زبان فارسی دانشگاه لیدن
15. ۱۳۸۶ - نجیب مایل هروی: دانشمند افغانستانی، پژوهشگر و مصحح متون عرفانی
16. ۱۳۸۶ - شارل هانری دو فوشه کور: دانشمند فرانسوی، استاد دانشگاه پاریس
17. ۱۳۸۷ - بدرالزمان قریب: دانشمند ایرانی، استاد دانشگاه تهران
18. ۱۳۸۹ - برت فراگنر: دانشمند اتریشی، استاد دانشگاه‌های آلمان و اتریش
19. ۱۳۹۰ - احمد منزوی: دانشمند ایرانی، کتاب‌شناس و فهرست‌نگار برجسته
20. ۱۳۹۰ - آنجلو میکله پیه مونتسه: دانشمند ایتالیایی، استاد دانشگاه روم
21. ۱۳۹۲ - احمد اقتداری: دانشمند ایرانی
22. ۱۳۹۴ - محمدعلی موحد: دانشمند ایرانی[۲]
23. ۱۳۹۵ - هوشنگ ابتهاج (سایه): سخن‌سرای نامور ایرانی
24. ۱۳۹۶ - ژیلبر لازار: دانشمند فرانسوی، استاد دانشگاه پاریس
25. ۱۳۹۷ - علی‌اشرف صادقی:دانشمند ایرانی، استاد دانشگاه تهران
26. ۱۳۹۸ - یوشیفوسا سکی: دانشمند ژاپنی، استاد دانشگاه توکائی
27. ۱۳۹۹ - محمّدرضا باطنی: زبانشناس و مترجم ایرانی، استاد دانشگاه تهران
28. ۱۴۰۰ - پیر لکوک: ایران‌شناس و واژه‌شناس بلژیکی و مترجم اوستا و شاهنامه
29. ۱۴۰۲ − عبدالله انوار: دانشمند و فیلسوف و کتاب‌شناس،مرجع و نسخه شناس و مصحح آثار.